# Liste der Kirchengebäude im Dekanat Alteglofsheim-Schierling
Die Liste der Kirchengebäude im Dekanat Alteglofsheim-Schierling listet die Kirchengebäude des ehemaligen Dekanats Alteglofsheim-Schierling im Bistum Regensburg auf. Sein Gebiet liegt im südlichen Landkreis Regensburg.

## Liste der Kirchengebäude
| Bild   | Pfarrkirche                                            | Ort                                                               | Filialkirchen | Pfarrverband            |
| ------ | ------------------------------------------------------ | ----------------------------------------------------------------- | --- | ----------------------- |
|        | Pfarrkirche St. Laurentius                             | Alteglofsheim Liste der Baudenkmäler in Alteglofsheim             | Kapelle Hl. Dreifaltigkeit in Alteglofsheim Kapelle St. Johannes Nepomuk in Alteglofsheim Schlosskapelle St. Maria in Alteglofsheim Wieskapelle Zum Gegeißelten Heiland bei Alteglofsheim                                                                                   | Alteglofsheim-Köfering  |
|        | Pfarrkirche St. Michael                                | Köfering Liste der Baudenkmäler in Köfering                       | Nebenkirche St. Margaretha in Egglfing | Alteglofsheim-Köfering  |
|        | Pfarrkirche St. Bartholomäus und Dionysius             | Aufhausen Liste der Baudenkmäler in Aufhausen                     | Wallfahrtskirche Maria Schnee in Aufhausen Filialkirche St. Margaretha in Irnkofen Filialkirche St. Johannes der Täufer in Triftling Kapelle Hl. Dreifaltigkeit in Niederhirnkofen Kapelle St. Maria in Gansbach                                                            | eigenständige Pfarrei   |
| ecnter | Pfarrkirche Hl. Dreifaltigkeit                         | Hagelstadt Liste der Baudenkmäler in Hagelstadt                   | Filialkirche St. Stephanus in Gailsbach Filialkirche Mariä Heimsuchung in Höhenberg Nebenkirche St. Vitus in Hagelstadt | Hagelstadt-Langenerling |
|        | Pfarrkirche St. Johann Baptist                         | Langenerling in Hagelstadt                                        | | Hagelstadt-Langenerling |
|        | Pfarrkirche Mariä Himmelfahrt                          | Hohengebraching in Pentling Liste der Baudenkmäler in Pentling    | Filialkirche St. Heinrich und Kunigunde in Großberg Filialkirche St. Benedikt in Oberisling Nebenkirche St. Martin in Oberisling | Hohengebraching-Matting |
|        | Pfarrkirche St. Wolfgang                               | Matting in Pentling                                               | Filialkirche St. Nikolaus in Graßlfing | Hohengebraching-Matting |
|        | Pfarrkirche St. Mauritius                              | Mintraching Liste der Baudenkmäler in Mintraching                 | Filialkirche St. Peter in Lerchenfeld Nebenkirche St. Leonhard in Mintraching | Mintraching             |
|        | Expositur- und Wallfahrtskirche Beata Maria Virgo      | Scheuer in Mintraching                                            | Filialkirche St. Peter und Paul in Mangolding | Mintraching             |
|        | Pfarrkirche St. Petrus und Klemens                     | Moosham in Mintraching                                            | Filialkirche St. Jakob in Sengkofen Filialkirche St. Stephanus in Tiefbrunn Nebenkirche St. Ägidius in Sankt Gilla | Mintraching             |
|        | Pfarrkirche Mariä Himmelfahrt                          | Wolfskofen in Mintraching                                         | Filialkirche St. Georg in Roith Nebenkirche St. Florian in Rosenhof | Mintraching             |
|        | Pfarrkirche St. Georg                                  | Pfakofen Liste der Baudenkmäler in Pfakofen                       | Filialkirche Mater Dolorosa in Pfellkofen Filialkirche St. Johannes Evangelist in Rogging | Pfakofen                |
|        | Expositur St. Michael                                  | Allkofen in Laberweinting Liste der Baudenkmäler in Laberweinting | Filialkirche St. Jakobus der Ältere in Inkofen Filialkirche Mariä Himmelfahrt in Obergraßlfing | Pfakofen                |
|        | Pfarrkirche St. Nikolaus                               | Pinkofen in Schierling                                            | Filialkirche St. Martin in Oberdeggenbach Filialkirche St. Valentin von Rätien in Unterdeggenbach | Pinkofen-Unterlaichling |
|        | Benefizium St. Stephanus                               | Zaitzkofen in Schierling                                          | |                         |
|        | Pfarrkirche Mariä Himmelfahrt                          | Unterlaichling in Schierling                                      | Filialkirche St. Laurentius in Eggmühl Wegkapelle bei Oberlaichling | Pinkfen-Unterlaichling  |
|        | Pfarrkirche St. Johann Baptist und Johannes Evangelist | Riekofen Liste der Baudenkmäler in Riekofen                       | Filialkirche St. Leonhard in Hellkofen Filialkirche St. Stephanus in Oberehring Filialkirche St. Margareta in Taimering Kapelle St. Sixtus in Hartham Dorfkapelle Christus an der Geißelsäule in Riekofen Kapelle in Taimering                                              | Riekofen-Schönach       |
|        | Benefizium St. Maria und St. Markus                    | Dengling in Mötzing                                               | | Riekofen-Schönach       |
|        | Benefizium Maria Immaculata                            | Mötzing Liste der Baudenkmäler in Mötzing                         | | Riekofen-Schönach       |
|        | Pfarrkirche Maria Rosenkranzkönigin                    | Schönach in Mötzing                                               | Filialkirche St. Nikolaus in Dürnhart Filialkirche St. Margareta in Unterhaimbuch Nebenkirche St. Martin bei Schönach (ehemalige Pfarrkirche) | Riekofen-Schönach       |
|        | Pfarrkirche St. Johann Baptist                         | Sünching Liste der Baudenkmäler in Sünching                       | Nebenkirche St. Ägidius in Haidenkofen Nebenkirche St. Mauritius in Sünching | eigenständige Pfarrei   |
|        | Pfarrkirche St. Peter und Paul                         | Schierling Liste der Baudenkmäler in Schierling                   | Filialkirche St. Margareta in Lindach Filialkirche St. Andreas in Mannsdorf Nebenkirche St. Nikolaus in Schierling Lourdeskapelle in Schierling | Schierling              |
|        | Benefizium Mariä Himmelfahrt                           | Allersdorf in Schierling                                          | | Schierling              |
|        | Expositur St. Michael                                  | Wahlsdorf in Schierling                                           | Filialkirche St. Clemens in Birnbach Hofkapelle St. Maria in Oberbirnbach | Schierling              |
|        | Pfarrkirche St. Nikolaus                               | Thalmassing Liste der Baudenkmäler in Thalmassing                 | Filialkirche St. Pankratius in Untersanding Filialkirche St. Vitus in Weillohe Nebenkirche St. Laurentius in Luckenpaint (ehemalige Schlosskapelle) Nebenkirche St. Petrus in Obersanding Neben- und Wallfahrtskirche Maria vom Frieden in Sankt Bäumel (St.-Bäumel-Kirche) | Thalmassing             |
|        | Pfarrkirche Mariä Himmelfahrt                          | Wolkering in Thalmassing                                          | Filialkirche St. Johannes der Täufer in Gebelkofen | Thalmassing             |